# フランスにおける死刑
この項目では、フランスにおける死刑（フランスにおけるしけい）について記述する。
フランスでは死刑が、中世時代から公式に存在していたが、1981年に廃止された。フランス革命以来、ギロチンが唯一の死刑執行方法とされた。

## 歴史
1790年にマクシミリアン・ロベスピエールが死刑制度廃止を議会で投票にかけたが否決された。これがフランスの歴史上最初の死刑廃止法案だったと言われているが、皮肉にもマクシミリアン・ロベスピエール自身が後に方針を転換して恐怖政治による死刑の乱発を行うことになった。
1791年6月3日に立法院で刑法第3条が改訂され、残酷な死刑の禁止が初めて法制度化された。これによって八つ裂きの刑や車裂きの刑や絞首刑などの残酷な処刑方法はすべて禁止となり、死刑は人道的にギロチンのみで行うことになった。これ以降、死刑制度廃止までギロチンが使用されるようになり、他の国でも人道的な死刑執行方法としてギロチンが採用されていく。
フランスは、西欧諸国でも死刑執行に熱心であり、現在では忌諱される公開処刑を1939年まで継続していた。19世紀中頃から、処刑される時刻は、午後3時から、朝、そして夜明け前というように変遷した。処刑は市場の広場のような公共の場で実行されたが、徐々に刑務所の処刑場に変更された。なおフランス革命以来、死刑執行方法はギロチンが廃止まで使用されていた。最後の公開処刑はヴェルサイユの聖ピエール刑務所で、1939年6月17日に6人を殺害した死刑囚に執行されたのが最後であった。この時の処刑の写真は新聞で発表されている。
なおフランスでは死刑執行人はムッシュ・ド・パリ（本来はパリのみ）が執り行うことになっていたが、1870年11月以降は死刑執行人がフランス全土で1人だけになった。また死刑執行人の氏名は公開されており、プライバシーの観念が薄かった時代には、死刑執行人の家系図から履歴書までマスコミで暴露されたこともあった。このため、死刑執行人の家族や親族が自殺した事例も多い。これは死刑執行人はフランスにおいては偏見と侮蔑の目で見られ、決して名誉とされないなど社会的評価が低く、他の職業へ転職することが出来ないうえに、政府の経費削減のため僅かな固定給しか支給されず（第二次世界大戦後は年間6万フラン）、工員という副業をしなければ生活できないなど経済的に恵まれたものでなかったためである。
戦後長く死刑執行人として勤めたアンドレ・オブレヒトは、アルジェリア民族解放戦線19人の死刑を執行した1960年に「副業」の工場労働者としての休暇を使い切ったため、法務省の役人に頼んで会社経営者を説得してもらったが、結局は会社を辞めて死刑執行業務をしたというエピソードがある。
ナチス占領下にあった当時、反独闘争を行うレジスタンス運動などに対し死刑適用が濫発された結果、19世紀以来なかった女性に対する処刑を含め執行数が増加し、3,827人の処刑(内、銃殺刑は3,676人、ギロチンは151人)が執行されているが、これは1870年から1977年までのフランスでの一般刑法犯の処刑件数よりも多い数字だという。
そのためか、フランスでは死刑執行が戦後大幅に減少していった。1960年を除けば死刑執行数は年に数人で、執行が行われない年もあった。また1969年から1974年の間に在職したジョルジュ・ポンピドゥー大統領の時代には、一部を除き死刑囚を恩赦していた。最後の処刑は最後の死刑執行人であるマルセル・シュヴァリエの手で1977年9月10日に執行された。
1981年に就任した社会党のフランソワ・ミッテラン大統領（当時）が「私は良心の底から死刑に反対する」と公約し当選。弁護士のロベール・バダンテールを法務大臣に登用し、「世論の理解を待っていたのでは遅すぎる」と死刑廃止を提案。国民議会の4分の3の支持を得て決定した。西ヨーロッパで最後の死刑廃止国となった。世論調査機関TNSソフレスによる、死刑制度廃止当時の世論調査では、死刑制度の存続を求める声は62パーセントを占めていた。
1985年12月20日に、フランスは人権と基本的自由の保護のための条約の第6追加議定書を批准し、戦時以外にフランスが死刑を復活することはないことを意味するものであった。また2002年5月3日に、フランスと30カ国は同条約の第13追加議定書に署名し、戦時も含めあらゆる状況における死刑を禁じるものであった。2003年7月1日に実施された。
2006年9月18日にソフレスが発表した世論調査によると、「死刑廃止25周年」を迎えて、52パーセントが「死刑制度復活反対」と答え、「死刑制度復活」を望む意見は42パーセントであった。支持政党別で、死刑復活賛成は、右派政党の国民戦線支持層で89%。与党・国民運動連合（UMP）で60%。社会党支持層は賛成は30%となった。若齢、高学歴者ほど死刑復活反対の傾向が強かった。ただし、フランスの政治家で死刑制度復活を公言しているのは国民戦線指導者のジャン＝マリー・ル・ペンなど少数であるうえに、死刑制度を廃止する国際条約に批准しているため、事実上不可能となっている。
2004年には、国民議会に悪質なテロ行為に対する死刑を復活させる1512号法案が提出されたが、成立することは無かった。2006年1月3日には、ジャック・シラク大統領（当時）が死刑を禁止する憲法の改正を発表した。
2007年2月19日にフランス国会は圧倒的多数の賛成で憲法修正案を可決した（賛成828票、反対26票）。そのため憲法に死刑の廃止が明記された。

## 死刑執行人
フランス語では死刑執行人のことを「Bourreau」（ブロー）と呼んでいる。シャルル＝アンリ・サンソンの請願によりフランスの死刑執行人の正式名称は1787年1月12日に「Exécuteur de Jugements Criminels」（エグゼキュトゥル・ド・ジュジュマン・クリミネル）、日本語に訳すと「有罪判決の執行者」と改名され、「Bourreau」と呼ぶことが法的に禁止された。しかし、一般的にフランス語では死刑執行人と言えば現在でも「Bourreau」で通用しており、正式名称は公文書などでしか使用されていないのが実情である。
フランス革命物の『ダルタニャン物語』『アン・ブーリン』など物語に登場することもあり、その場合は「首切り役人」と日本語訳されていることが多い。
首都であるパリの処刑人はムッシュ・ド・パリ（Monsieur de Paris）の称号で呼ばれ、フランス全土に160人いる死刑執行人の頭領になっていた。その後ギロチンの導入で省力化が進んだ結果、1870年11月以降は死刑執行人がフランス全土で1人になり、ムッシュ・ド・パリは事実上、死刑執行人の称号となった。
フランスの死刑執行人は社会的にも経済的にも恵まれていなかった。サンソン家は医師としての副業でそれなりに資産を築いていたが、経済的に困窮したことも多かった。社会的にも偏見と侮蔑の目で見られ、決して名誉とされることはなかった。人権宣言を掲げたフランス革命後においても、彼らに市民権が与えられる事は無かった。経済的には政府から給金を与えられていたが十分な額とは言えず、結局のところ、シャルル・サンソン・ド・ロンヴァルからマルセル・シュヴァリエまで300年余り、副業をして生計を支えていた。
特に第二次世界大戦後の死刑執行人は貧しく、副業として工場の工員などを兼務していた。アンドレ・オブレヒトは年間の死刑執行が19人にもなった年など、副業であった工場労働者としての休暇を使いきってしまい、法務省の役人に頼んで勤務する会社の経営者を説得してもらったが、結局は会社を辞めてまで死刑を執行したという逸話があるほどである。
フランスではギロチンが導入される以前の死刑には絞首刑・斬首刑・火炙りの刑・車裂きの刑・八つ裂きの刑が存在していた。死刑執行人はこれらの刑罰全てに熟知していることを要求された。また、死刑執行人は鞭打ち刑など処刑以外の公開刑の執行も行っていた。
フランスでは制度上、何時誰が誰を死刑執行したのか全ての記録が公開されている。死刑執行人の氏名は一般公開されているため、中世時代からマスメディアの標的とされてきた。第二次世界大戦の直前まで公開処刑だったこともあり、死刑執行人の絵や写真がマスメディアに載ることも多い。特にムッシュ・ド・パリは全員がマスコミになんらかの取材を受けた記録がある。プライバシーの観念が薄かった時代には、家系図から履歴書までマスコミでさらし者にされたこともあった。このため、死刑執行人の家族や親族が自殺した事例もある。

#### 組織
フランスの死刑執行人は同業者組合のような組織を構成しており、フランス全土の死刑執行人とその死刑執行人助手が加盟した。ムッシュ・ド・パリが組織の代表者だった。死刑執行人は一般人から忌避されていたため結婚はこの組合の中で行われていた。一般の学校に通うことが出来ない死刑執行人の子供達への教育機関としての役目も持っており、その教育水準は当時の一般的な学校を上回るほどで、フランス語とラテン語の読み書き、法学、医学、剣術にまで及んでいた。この組織は厚生年金のような物も持っていて引退した死刑執行人やその未亡人の面倒をみていた。
特に組織として明確になったのはサンソン家の時代になってからであった。サンソン回想録によると、賃金値上げを求めた団体交渉などを行っていたとの記録がある。死刑執行人の人員削減に伴い、この組織も縮小され廃止されていった。

#### 業務
近代における死刑執行人が行うべき業務の一例を以下に示す。
仕事の無い通常はギロチンの保管と維持管理が死刑執行人の仕事であった。
死刑執行人は裁判所から死刑執行の命令を受けると、指定された場所へギロチンを搬入して組み立てることから始まる。5人も助手が必要だったのは、ギロチンという大きな機材を搬入し組み立てるためという部分が大きい。公開処刑だった時代には、ギロチンだけでなく見物人との境目となる柵やギロチンを載せる台まで、かなりの資材を搬入して組み立てる必要があった。サンソンの時代には、当日に刑務所から囚人を搬送するのも仕事の一つだった。後に非公開になると、刑務所内で実施されたため、これは刑務官の仕事になった。死刑執行が終わると遺体の埋葬にまで立会い、使用したギロチンを洗浄し再び分解して搬出した。これが終わると証明書を発行して、法務省に諸経費の支払請求をした。
フランスの死刑執行人は、公務員というよりも実質的には外部委託業者のような形態だったと考えられる。死刑執行を行うギロチンは死刑執行人の私有財産であり、公共財産ではなかった。死刑執行人は国から給金を貰っていたが、手当てや公務員としての福利厚生などは一切なく、ギロチンのメンテナンス費用や輸送費用などはそのつど死刑執行人が法務省に経費の支払いを要求している形態であった。アナトール・デイブレルの手記によると、この経費を水増し請求することで、死刑執行人はささやかな収入を得ていたと言う。また、公務員ではないので副業を禁止されておらず、死刑執行がない時は全員がなんらかの副業についていた。

#### 報酬
1721年に給料制に変更される以前は、ドロア・ド・アヴァージュという特権を行使し、年収6万リーブルとも言われるかなり高所得を得ていた。しかし、この独自徴税は頻繁にトラブルを起こし、1721年に処刑人が徴税を行う権利が剥奪され、年間1万6千リーヴルの給料制に制度変更された。これは大幅な収入減少であったが、この当時の死刑執行人であるサンソン家は医師としての副業で高額所得を得ていたため、なんとか生計を支えていた。フランス革命で大量の死刑執行が行われるようになると、6万リーブルにまで増額された。
しかし、ルイ18世の時代になると死刑執行人の人員削減が進み、報酬は減額に減額を重ねられるようになった。それでも死刑執行人は他の職業へ転職することが出来ないため、貧困に耐えながらでも仕事を続けたという。戦後には年間6万フランの固定給になったが、インフレに直面しても値上げされず、戦後の死刑執行人は実質上、子供の小遣いも同然の給料で仕事を続ける羽目になっていた。

#### 歴史
- 中世においては首を切り落とす斬首刑が用いられていた。人間の首を刃物で一気に切断するという作業は熟練を要し、専門的な職人を必要とした。このため、斬首刑を専門に行う法務官が誕生したのが公職としての死刑執行人の始まりだと言われている。
- 1687年 - パリの処刑人ニコラ・ルヴァスールが不祥事を起こし解任。その職権をシャルル・サンソン・ド・ロンヴァルが買い取って処刑人の職についた。
- 1707年 - 息子のシャルル・サンソンが2代目に就任する。
- 1721年 - 処刑人の徴税権が剥奪され、年間1万6千リーヴルの給料制に制度変更される。
- 1726年 - シャルル＝ジャン・バチスト・サンソンが7歳で死刑執行人の職に就く。
- 1754年 - シャルル＝アンリ・サンソンが15歳で死刑執行人の職に就く。
- 1757年3月27日 - フランス史上最後の八つ裂きの刑が、ロベール＝フランソワ・ダミアン（国王ルイ15世の暗殺未遂犯）に対して執行される。
- 1792年4月25日 - ギロチンが導入される。
- 1795年 - アンリ・サンソンが死刑執行人の職に就く。
- 1830年 - アンリ＝クレマン・サンソンが死刑執行人の職に就く。
- 1832年 - 国王布告により死刑執行人の人数が半数に削減される。
- 1847年 - シャルル＝アンドレ・フェリィが死刑執行人の職に就く。
- 1849年 - ジャン＝フランソワ・ヘイデンレイシュが死刑執行人の職に就く。
- 1868年 - 政府の委託を受けてアルフォンス・レオン・ベルジェがギロチンを改良する。
- 1870年11月25日 - 1人の執行人と5人の助手にまで人員削減が行われる。2台のギロチンはパリで置かれて必要に応じてフランス全土へ運ばれることになり、地方都市の死刑執行人は職を失った。この体制は死刑制度廃止まで継続する。この時に死刑執行人の年給は6千フラン、第1と第2の助手は4千フラン、残り3名は3千フランと規定された。
- 1872年 - ニコラ・ロシュが死刑執行人の職に就く。
- 1879年 - ルイ・デイブレルが死刑執行人の職に就く。
- 1899年 - アナトール・デイブレルが死刑執行人の職に就く。
- 1939年 - ジュール＝アンリ・デフルノーが死刑執行人の職に就く。
- 1939年 - 公開処刑を廃止、以後の死刑執行は非公開で行われる。
- 1951年 - アンドレ・オブレヒトが死刑執行人の職に就く。
- 1976年 - マルセル・シュヴァリエが最後の死刑執行人の職に就く。
- 1981年 - 死刑制度の廃止に伴い、死刑執行人の職は廃止された。

## 執行方法

### 1791年6月3日刑法改正以前
同じ死刑でも番号が小さい物ほど軽く、大きいものほど重い刑罰だった。
1. 剣による斬首刑
2. 絞首刑
3. 車裂きの刑
4. 八つ裂きの刑

### 1791年6月3日刑法改正以降
- ギロチンによる斬首刑

## ギロチン導入以降の死刑執行数

### ギロチン導入～ナポレオン100日天下
| 年   | 一般刑法犯 | 備考 |
| ---- | ---------- | --- |
| 1792 | 73         | 前年の6月3日に立法院で刑法第3条が改訂され、死刑執行方法を八つ裂きの刑・車裂きの刑・絞首刑・斬首刑からギロチンのみで行うことになった。これ以降、死刑制度廃止までギロチンが使用されるようになる。この年の4月25日15時半に強盗傷害の罪でニコラ=ジャック・ペルティエが歴史上初めてギロチンにより執行された。そして、この年の8月10日に8月10日事件により王権が停止され、ルイ16世一家がタンプル塔に幽閉される。9月21日に王政の廃止を決議し、共和国宣言がなされ、第1共和政が開始する。 |
| 1793 | 約17,000人 | フランス革命期に起きた恐怖政治による死亡者数については、Terreur_(Révolution_française)#Bilan_généralを参照。 この時期は、ロベスピエールを中心とする山岳派による恐怖政治が行われていた。1793年3月10日に革命裁判所が設置されたのを皮切りに、1794年7月27日に起きたテルミドール9日のクーデターまで、裁判なしで死刑執行された者や刑務所内で獄死した者を含めると3万5,000人～4万人が犠牲となっている。この期間に、30万人募兵令をきっかけに起きた内乱により、ギロチンによらない銃殺刑、大砲による死刑執行、銃剣による刺殺が大量に起こっている。 その内、裁判で死刑判決が下された上で執行された者は、約1万7,000人である。そして、パリでは1793年4月から1794年7月の間にパリで2,639人が、裁判で死刑判決が下された上で執行されている。その内、1794年6月10日に制定されたプレリアル22日法（刑罰は、死刑のみ）により、1794年6月14日から同年7月27日までに行われた大恐怖政治により、1,356人～1,515人が執行されている（参考に執行時期・執行方法・国が異なるが、日本の江戸及び東京府で1862年～1870年（1865年1月～4月・1886年・1887年と幕末期に当たる1862年(文久2年)～1865年の女性死刑囚10人を除く）に7代目山田朝右衛門と8代目山田朝右衛門による日本刀による斬首刑の執行数は811人であった。いわば、山田朝右衛門が幕末から明治初期にかけて行った約6.7年分の斬首の執行分を1年3か月の間にシャルル＝アンリ・サンソンがギロチンで約3.3セット行ったことになる。特にプレリアル22日法以後に行われた43日間は、約1.7～1.9セット分になる。因みに、江戸時代後期以降の日本の死刑執行数については、日本における死刑囚#日本における死刑囚の確定と執行の推移を参照。） 恐怖政治の時期に死刑執行された有名人物は、以下の通り（ルイ16世は1793年1月15日〜1月19日に行われた国王裁判で死刑判決が下され、革命裁判所設置前の1月21日に死刑執行されている。なお、執行を担当したシャルル＝アンリ・サンソンは、ルイ16世を敬愛していたため、執行後の夜にルイ16世のために神父を匿ってミサを捧げた。また、執行したことを後悔している。） 1793年7月17日：シャルロット・コルデー（山岳派のリーダーであったジャン＝ポール・マラー殺害。斬首刑後にサンソンの弟子の1人が勝手にシャルロットの首を掲げ、頬に平手打ちした。その後、サンソンによりその弟子が解雇されている。） 10月16日：王妃マリー・アントワネット 10月30日：ジャック・ピエール・ブリッソー、ピエール・ヴェルニヨらジロンド派20人 11月6日：オルレアン公（オルレアン派を率いた指導者、ルイ16世の死刑に賛成票を投じている。） 11月8日：ロラン夫人（ジロンド派の指導者の1人、通称ジロンド派の女王） 11月12日：ジャン＝シルヴァン・バイイ（フイヤン派の初代パリ市長、天文学者） 11月29日：アントワーヌ・バルナーヴ（3頭派のリーダーの1人） 12月8日：デュ・バリー夫人（ルイ15世の公妾。シャルル＝アンリ・サンソンと知己の仲であり、泣いて命乞いしたため、この状態に耐えきれなくなったシャルル＝アンリ・サンソンは、息子のアンリ・サンソンに執行を任せ、息子により執行された。） 1794年4月5日：ジョルジュ・ダントン（モンターニュ右派のダントン派（寛容派）の首領） 5月8日：アントワーヌ・ラヴォアジエ（酸素の命名者、通称近代化学の父） 5月10日：エリザベート王女（ルイ16世の妹） |
| 1794 | 約17,000人 | 1794年7月27日に起きたテルミドール9日のクーデターにより、翌日の18時にロベスピエール兄弟、サン・ジュスト、アンリオら22人は革命広場でギロチンにより処刑された。翌日には70人のコミューンのメンバーが処刑され、その翌日には12人が同じ罪状で処刑された。 その後、1794年8月10日に革命裁判所が改組されたことを皮切りに、白色テロが開始され、このテロより多く者が殺害されており、1794年12月6日にジャン＝バティスト・カリエ、1795年5月7日にフーキエ＝タンヴィルら革命裁判所関係者ら16人が死刑執行されている。また、1795年5月20日に起きたプレリアル蜂起に巻き込まれたことで24人が、参加したことで3人が1795年5月24日～同年6月17日に死刑執行されている。 そして、1795年5月31日には、革命裁判所が廃止された。1795年8月22日に共和暦3年憲法（1795年憲法）が制定され、9月23日より施行される。その後、10月25日には、平時の死刑廃止を決定しているが、「全面的な和平が公布された日以降」という曖昧な但し書きが付いていたため、その後も死刑執行は続いていた。翌日に、国民公会が解散し、バラスら5総裁を行政の長とする総裁政府が成立した。 そして、1795年8月に、シャルル＝アンリ・サンソンが死刑執行人を引退し、息子であるアンリ・サンソンが軍を辞めて、ムッシュ・ド・パリとして、死刑執行人になる。 |
| 1795 | 71         | 1794年7月27日に起きたテルミドール9日のクーデターにより、翌日の18時にロベスピエール兄弟、サン・ジュスト、アンリオら22人は革命広場でギロチンにより処刑された。翌日には70人のコミューンのメンバーが処刑され、その翌日には12人が同じ罪状で処刑された。 その後、1794年8月10日に革命裁判所が改組されたことを皮切りに、白色テロが開始され、このテロより多く者が殺害されており、1794年12月6日にジャン＝バティスト・カリエ、1795年5月7日にフーキエ＝タンヴィルら革命裁判所関係者ら16人が死刑執行されている。また、1795年5月20日に起きたプレリアル蜂起に巻き込まれたことで24人が、参加したことで3人が1795年5月24日～同年6月17日に死刑執行されている。 そして、1795年5月31日には、革命裁判所が廃止された。1795年8月22日に共和暦3年憲法（1795年憲法）が制定され、9月23日より施行される。その後、10月25日には、平時の死刑廃止を決定しているが、「全面的な和平が公布された日以降」という曖昧な但し書きが付いていたため、その後も死刑執行は続いていた。翌日に、国民公会が解散し、バラスら5総裁を行政の長とする総裁政府が成立した。 そして、1795年8月に、シャルル＝アンリ・サンソンが死刑執行人を引退し、息子であるアンリ・サンソンが軍を辞めて、ムッシュ・ド・パリとして、死刑執行人になる。 |
| 1796 | 38         | |
| 1797 | 58         | 王党派からの権力奪取を目的に総統政府はこの年の9月4日にフリュクティドール18日のクーデターを起こす。このクーデターにより逮捕された王党派議員216人の内、61人がフランス領ギアナのカイエンヌに追放され、多くの議員が風土病により死亡している。他には18人が監禁され、最終的に逃げられたのは3人だけだった。 |
| 1798 | 137        | |
| 1799 | 104        | この年の11月9日にブリュメール18日のクーデターが起こり、総統政府を倒す。12月25日に共和暦8年憲法（1798年憲法）が制定され、統領政府（執政政府）が成立し、ナポレオン・ボナパルトが第一統領となる。 |
| 1800 | 47         | |
| 1801 | 33         | |
| 1802 | 18         | この年の8月4日に共和暦10年憲法が共和暦8年憲法を一部修正する形で制定され、第一統領の権限を著しく強化させる。 |
| 1803 | 9          | |
| 1804 | 35         | この年の3月21日にフランス人の民法典が成立している。5月18日に行われた元老院決議により、ナポレオン・ボナパルトが第1統領から、皇帝に即位する。その後国民投票で追認され、12月2日に戴冠式が行われる。 |
| 1805 | 48         | |
| 1806 | 68         | この年の7月4日に、シャルル＝アンリ・サンソンが死亡する。そして息子であるアンリ・サンソンが正式に死刑執行人を引き継ぐ。 |
| 1807 | 37         | この年の9月3日にフランス人の民法典からナポレオン法典に改題する。 |
| 1808 | 38         | |
| 1809 | 39         | |
| 1810 | 25         | この年に制定された刑法により、死文化した平時の死刑廃止をなくす。そして、制定された刑法の第381条より、夜間窃盗、2人以上のグル―プでの犯罪行為、武器を用いた犯罪行為、路上強盗、偽造が死刑が科される対象犯罪となった。 |
| 1811 | 37         | |
| 1812 | 69         | 10月23日にナポレオン1世に対するクーデター未遂事件（マレのクーデター）を起こしたとして、クロード・フランソワ・ド・マレ准将ら12人が事件発生の6日後に銃殺刑により執行される。なお、12人の執行は含まれていない。 |
| 1813 | 84         | |
| 1814 | 40         | 解放戦争により、ナポレオン・ボナパルトは「将軍連の反乱」により、この年を4月4日に退位させられ、2日後にフランスの君主が、ルイ18世に変わる。その後、4月16日のフォンテーヌブロー条約の締結ののち、ナポレオンは、地中海コルシカ島とイタリア本土の間にあるエルバ島の小領主として追放された。そして、6月14日に1814年憲章が公布される。 |
| 1815 | 92         | ルイ18世の治世に不満を抱いた多くのフランス民衆を背景に、この年の2月26日にナポレオンはエルバ島を脱出したのを皮切りに、パリに帰還し3月20日に帝位復活をした。ワーテルローの戦いでの敗戦により、6月22日に退位し、ナポレオン2世が即位したが、7月7日に退位している。その間に、自由主義者から支持を取り付け脆弱な権力基盤を補強する目的で、6月1日に帝国憲法付加法を成立させている。その後、ルイ18世が復位し、ナポレオン・ボナパルトはセントヘレナ島へ流罪となった。 そして、第2次白色テロが起こり、ナポレオン側についたシャルル・ド・ラベドワイエール将軍が8月19日に、ミシェル・ネイ元帥が12月6日に銃殺刑により執行される。 また、1815年12月20日の法律により憲兵裁判所という特別裁判所が設立された。この裁判所では。反乱や扇動などの政治的事件だけでなく、殺人や強盗などの一般刑法犯罪も取り扱った。 なお、シャルル・ド・ラベドワイエール将軍とミシェル・ネイ元帥の死刑執行は含まれていない。 |

### ナポレオン100日天下後の翌年～刑法及び刑事訴訟法改正の前年（この期間はほぼフランス復古王政時代）
| 年   | 一般刑法犯 | 憲兵裁判所                          | 備考 |
| ---- | ---------- | ----------------------------------- | --- |
| 1816 | 141        | 52                                  | アレクシス・マグロワールが銃を用いた強盗により、憲兵裁判所で初めて2月1日に死刑判決を受け、翌日にパリ市内で執行される。 ルイ18世に対し反乱を企てたとして、参加した22人の内、7人がこの年の5月27日に死刑判決を受けた。その内、4人が翌日11時にサルト県内で執行された。他の3人は恩赦により重労働20年の刑に減刑された。 そして、百日天下終わり間近の1815年6月27日に起きた騒乱に参加したとして5人が7月22日20時にモンペリエで執行されている。 ナポレオン・ボナパルトを復位させようと扇動したとして、ボナパルティスト3人が7月6日に憲兵裁判所でない裁判所で死刑判決を受け、7月27日20時に群衆の「王様万歳！ブルボン家万歳」の叫びの中で、パリ市内で執行された。 9月5日にナポレオン支持者とルイ18世支持者の間で緊張が走っている状況であったアヴィニョンで、ルイ18世派と疑われた商人をライフルで殺害したとして、実行した6人の内、5人が憲兵裁判所でない裁判所で死刑判決を受け、アヴィニョン教皇庁前で10時4分～10時12分の間に執行された。 |
| 1817 | 157        | 76                                  | |
| 1818 | 142        | 2                                   | この年の4月28日13時にジャン・バティスト・フルニエとジャン・ジョゼフ・ガスパリンが憲兵サウレルを殺害したとして、憲兵裁判所で最後に死刑判決を受け、サント＝セシルで執行された。18日後に憲兵裁判所は、廃止された。 |
| 年   | 一般刑法犯 | 一般刑法犯以外の 軍法会議・特別法廷 | 備考 |
| 1819 | 119        | 0                                   | この年に、アンリ・サンソンは、病気で体を悪くし、死刑執行人の仕事は息子のアンリ＝クレマン・サンソンに任せるようになる。また、アンリ＝クレマン・サンソンは、死刑執行人として、初仕事をする際、その重い職務内容からまともに動けず、助手の独断で執行されている。その後、死刑執行場から逃走する（この時、執行された者は、ピエール・シャルル・ロドルフ・フォーラールという者で、王宮警備隊の軽歩兵で、死刑執行時の年齢は20歳とアンリ＝クレマン・サンソンと同年であった。罪状は、前年の10月15日に強盗の際に、女性2人を殺害したことであり、この年の1月13日に死刑判決が下され、2月17日16時に執行される）。 |
| 1820 | 96         | 0                                   | |
| 1821 | 88         | 1                                   | この年の5月5日にセントヘレナ島へ流罪となったナポレオン・ボナパルトが亡くなる。 |
| 1822 | 82         | 0                                   | |
| 1823 | 75         | 0                                   | |
| 1824 | 83         | 0                                   | この年の9月16日にルイ18世が崩御する。ルイ18世の弟のアルトワ伯がシャルル10世として王位を引き継ぐ。 |
| 1825 | 81         | 0                                   | |
| 1826 | 111        | 2                                   | |
| 1827 | 76         | 7                                   | |
| 1828 | 72         | 1                                   | |
| 1829 | 64         | 1                                   | ヴィクトル・ユーゴーが2月7日に「死刑囚最後の日」を出版する。3月24日に不倫相手の夫殺害を幇助した罪で、セシル=フランソワーズ・ルブーシェが死刑判決を受けたが、5月上旬に妊娠が発覚したため、3か月の猶予が与えられ、8月17日12時15分に死刑執行された。 |
| 1830 | 38         | 0                                   | 七月勅令（自由主義者が多数を占める議会を強制的に解散させ、次の選挙における大幅な選挙権の縮小を命ずる勅令）をきっかけにフランス7月革命が発生し、シャルル10世が退位し、オーストリアに亡命。代わって、7月29日にルイ・フィリップが即位する。 その後、七月勅令に署名したとしてシャルル10世の元大臣4人の裁判が行われ、12月21日の高等院の判決により、終身刑が下されている。その間に、この裁判に関連して、8月17日にビクター・デストゥット・デ・トレイシー下院議員による死刑廃止の提案をしている。また、この決定に対して不満を持った民衆が、10月暴動を起こす。 そして、アンリ＝クレマン・サンソンが、父親であるアンリ・サンソンの跡を継いで正式に死刑執行人になる。 |
| 1831 | 26         | 0                                   | |

### 刑法及び刑事訴訟法改正後～第2帝政時代終焉前年（この時期は、7月王政・第2共和政・第2帝政）
| 年   | 一般刑法犯 | 一般刑法犯以外の 軍法会議・特別法廷 | 備考 |
| ---- | ---------- | ----------------------------------- | --- |
| 1832 | 35         | 2                                   | この年の4月28日に刑法及び刑事訴訟法を改正したことにより、死刑になる犯罪の範囲が縮小され、刑罰の軽減理由の範囲拡大がされる。 |
| 1833 | 43         | 0                                   | |
| 1834 | 12         | 0                                   | |
| 1835 | 39         | 0                                   | |
| 1836 | 23         | 5                                   | 前年の7月28日（7月革命記念日）に、ルイ・フィリップを殺害しようと「地獄の機械」（25門の銃を持つ原始的な機関銃）を使って銃撃する事件が発生し、ルイ・フィリップは殺害されなかったものの軽傷を負い、モルティエ首相を含む18人が死亡し、42人が負傷している。この事件の加害者ジュゼッペ・フィエスキ含む3人に対して、この年の2月15日に死刑判決が下され、4日後の朝7時54分～7時58分の間に、パリで死刑執行された。 この年の6月25日に共和派活動家であるルイ・アリボーがルイ・フィリップをライフルで殺害しようとして失敗する事件が発生する。その後、7月9日に死刑判決が下され、2日後の朝5時にパリで死刑執行される。 |
| 1837 | 22         | 2                                   | |
| 1838 | 35         | 1                                   | この年の3月17日、ラマルティーヌは閣議で死刑廃止を訴え、「進化した社会においては死刑はもはや無益であり有害である」と宣言した。 |
| 1839 | 18         | 2                                   | 1837年11月27日、バタヴィアからボルドーへ戻る途中のアレクサンドル号内で船長を銃殺し、イギリス人船員を海へ投げ込む事件が発生している。この事件により、ブノワ・マルソーとフロラン=マリー・ベレグーが、この年の5月11日15時と12月16日12時にそれぞれ、ブレスト執行されている。 |
| 1840 | 43         | 0                                   | アンリ・サンソンが亡くなる。この死亡をきっかけに、アンリ＝クレマン・サンソンの浪費が激しくなる。 |
| 1841 | 42         | 1                                   | 前年の10月15日にルイ・フィリップをライフルで殺害しようとして失敗する事件が起こる。この事件の加害者のエネモンド=マリウス・ダルメスは、この年の5月29日に死刑判決が下され、2日後にパリで死刑執行されている。 |
| 1842 | 26         | 4                                   | |
| 1843 | 37         | 0                                   | |
| 1844 | 38         | 0                                   | |
| 1845 | 34         | 2                                   | |
| 1846 | 41         | 4                                   | この年の4月16日にルイ・フィリップとマリー・アメリー・ド・ブルボン女王とその娘たちと一緒にフォンテーヌブロー宮殿内を歩いているときに、2発の銃弾を発射する事件が起こる。この事件の加害者であるピエール・ルコントは、6月5日に死刑判決が下され、3日後にパリにて死刑執行される。この死刑執行が、アンリ＝クレマン・サンソンによる最後の執行となる。 何故なら、アンリ＝クレマン・サンソンは、この最後の執行の翌日に死刑執行人を罷免されるからである。 罷免理由は、自身の度重なる浪費により、代々築き上げたサンソン家の財産を散財した挙句、仕事道具であるギロチンを3,800フランで質入れしたからである。なお、ギロチンは、アンリ＝クレマン・サンソンがニコラ・マルタン・デュ・ノール法務大臣に事情を説明し、現金3800フランの現金を支給され、買い戻している。 罷免後は、シャルル＝アンドレ・フェリィが1847年に任命され、世襲制であったムッシュ・ド・パリは、これ以降、助手が執行人へと引き継ぐ形となる。 |
| 1847 | 44         | 3                                   | |
| 1848 | 20         | 2                                   | この年に二月革命発生。この革命により、ルイ・フィリップがロンドンに亡命し、臨時政府が組織される。そして、11月4日に1848年憲法が採択され、フランス第二共和政が成立する。その後、12月10日の大統領選挙により、ナポレオン3世（1840年に起こしたブローニュ一揆により終身刑を科されるが、その後脱獄、2月革命を機にフランス帰国）が大統領になる。 また、2月26日～29日に出された臨時政府令により、政治犯の死刑を廃止したが、「政治犯罪」についての定義づけはされておらず、今日まで曖昧なままである。 |
| 1849 | 25         | 2                                   | 前年に起きた6月蜂起により、この年の1月16日から2月7日までに第1軍管区第2次戦争評議会で25人が裁判にかけられ、その内5人が死刑判決が下された。その後、3人が恩赦を受け、残りの2人が、パリで3月17日の朝6時33分と6時37分に執行された。 また、この年にシャルル＝アンドレ・フェリィが罷免され、ジャン＝フランソワ・ヘイデンレイシュがムッシュ・ド・パリに任命される。 |
| 1850 | 27         | 3                                   | |
| 1851 | 40         | 1                                   | この年の12月2日にナポレオン3世によりクーデターが起きる。また、2日後には発砲されたことに動揺した軍隊が民衆に向かって発砲し、数百人の死者を出している。そしてクーデターにより、2万5000人が逮捕され、約1万人がフランス植民地アルジェリアに流刑となった。 |
| 1852 | 36         | 7                                   | この年の3月29日に、前述のクーデーター後に起きたナポレオン3世に対する蜂起に参加し、蜂起中に人民の敵と称して2人に傷害を負わせた罪で、参加者2人に死刑判決が下され、ベジエで8月13日9時に執行された。 11月7日の元老院令によって、1852年憲法の大統領に関する規定が改正され、任期10年の大統領に代わって世襲制の皇帝制が導入される。その後、11月21日と22日に行われた国民投票を経た上で、12月2日にナポレオン3世は、皇帝に即位し、フランス第二帝政が開始される。 |
| 1853 | 25         | 0                                   | |
| 1854 | 35         | 0                                   | |
| 1855 | 32         | 0                                   | |
| 1856 | 15         | 0                                   | |
| 1857 | 29         | 0                                   | |
| 1858 | 25         | 0                                   | |
| 1859 | 18         | 0                                   | |
| 1860 | 30         | 0                                   | |
| 1861 | 15         | 0                                   | |
| 1862 | 21         | 0                                   | |
| 1863 | 13         | 0                                   | |
| 1864 | 6          | 0                                   | |
| 1865 | 10         | 0                                   | |
| 1866 | 10         | 4                                   | 前年の7月1日に起きたフェデリス・アルカの反乱参加者4人に対して、ブレスト特別海事裁判所は6月22日に死刑判決を下し、10月11日の朝6時半～6時38分の間に執行された。 |
| 1867 | 12         | 1                                   | 前年の8月19日に強盗殺人（2人殺害）をしたジャン=ピエール・ブレックラーに対して、ナポレオン3世は、フランス軍兵士が行った犯罪であることを理由に、銃殺するよう命令し、前年12月15日に死刑判決が下され、1月16日朝7時33分に銃殺により、シャルトルで、約5,000人の観衆がいる前で、執行される。 |
| 1868 | 9          | 0                                   | |
| 1869 | 8          | 0                                   | |

### 第3共和政成立～死刑執行一時停止期間
| 年   | 一般刑法犯 | 軍法会議 | 備考 |
| ---- | ---------- | -------- | --- |
| 1870 | 4          | 0        | スペイン国王王位継承問題や両国国民の対立をを背景としたエムス電報事件をきっかけにこの年の7月19日に普仏戦争が開戦する。セダンの戦いでナポレオン3世が降伏したことを9月3日にフランス国内にニュースで届いたことをきっかけに、翌日にはレオン・ガンベタやジュール・ファーヴルらがパリ市民を扇動して市庁舎を占拠し、パリ軍事総督ルイ・ジュール・トロシュ将軍を首班とする共和政の臨時政府を樹立し、第3共和政が成立する。その後、翌年3月1日に、ナポレオン3世は正式に帝位を廃位し、イギリスへ亡命する。 また、11月25日に死刑執行人をフランス全土で1人にする法令が出され、他の26人の死刑執行人が職を失う。また、助手は5人までとなった。他にも、ギロチンの足場が取り除かれた。 |
| 1871 | 8          | 0        | この年の5月10日にフランクフルト講和条約締結により、普仏戦争を正式に終戦する。また、1月1日にジュラ県の死刑執行人だったニコラ・ロシュが第一助手に就任する。そして、2月5日に病気により助手のニコラ・ロシュがムッシュ・ド・パリ代理となる。 |
| 1872 | 25         | 0        | この年の4月5日にジャン＝フランソワ・ヘイデンレイシュの死によりニコラ・ロシュが、ムッシュ・ド・パリに就任する。 |
| 1873 | 19         | 0        | |
| 1874 | 13         | 0        | |
| 1875 | 10         | 1        | 前年の11月30日に起こした強盗殺傷事件（1人殺害、1人重傷）により軍事法廷で裁かれ、この年の9月7日朝6時にアキレ・ジョドンがエヴルーで銃殺刑により執行される。 |
| 1876 | 10         | 0        | |
| 1877 | 10         | 0        | |
| 1878 | 9          | 0        | |
| 1879 | 3          | 0        | この年の4月24日にニコラ・ロシュが、脳卒中により死亡。5月15日にルイ・デイブレルが、ムッシュ・ド・パリに任命される。 |
| 1880 | 3          | 0        | |
| 1881 | 0          | 0        | ギロチン導入以降、初めて死刑執行のない年であった。 |
| 1882 | 5          | 0        | |
| 1883 | 3          | 0        | |
| 1884 | 5          | 1        | この年の6月10日にジュール=マリー・アデリーヌが、自身の祖父を絞殺し、数百フラン盗んだ罪で軍事法廷で死刑判決が同月25日に下され、10月29日朝7時にルーアンで執行された。1911年8月9日まで銃殺刑で執行された者はおらず、19世紀にフランスで最後の銃殺刑による死刑執行者であった。 |
| 1885 | 12         | 0        | |
| 1886 | 9          | 0        | |
| 1887 | 9          | 0        | 前年の7月29日に呪文屋に妻の母親が不幸の原因であると吹き込まれ、妻の母親を生きたまま焼き殺したとして、トーマス夫妻に前年11月24日に死刑判決が下された。なお、他にもこの犯罪行為に加担したものがおり、ジョルジェットの兄弟であり共犯者であったアレクサンドルとアレクシス・ルボンに対しては、終身刑が下されている。 そして、この年の1月24日朝7時半と7時35分にロモランタン＝ラントネーで執行された（この時、妻側のジョルジェットは執行直前まで泣き叫んでいた）。この時、執行されたジョルジェット・トーマス（執行時年齢25歳）が19世紀最後にフランスで死刑執行された女性であり、ヴィシー政権時の1941年1月8日にエリザベス・デュクルノーが死刑執行されるまで、約54年間フランス国内で女性の死刑執行がなかった。また、1939年に死刑執行が非公開となったため、フランスで最後に第三者に公開された状態で死刑執行された最後の女性となった。 |
| 1888 | 9          | 0        | |
| 1889 | 7          | 0        | |
| 1890 | 8          | 0        | |
| 1891 | 14         | 0        | |
| 1892 | 12         | 0        | |
| 1893 | 10         | 0        | |
| 1894 | 15         | 0        | 前年の12月9日に代議院に爆弾を投げ込み、約50人を負傷させたとして、アナキストのオーギュスト・ヴァイヤンが、この年の1月10日に死刑判決が下され、2月5日朝7時13分にパリで執行される。 この事件とは別に、ホテルで爆破テロを起こし死者1名負傷者20名出す事件を起こしたエミール・ヘンリーが5月21日朝4時15分にパリで執行されている。また、6月24日にサディ・カルノー大統領がイタリア人アナキストサンテ＝ジェロニモ・カゼリオに刺殺される事件が起た。この事件の加害者は、8月3日に死刑判決が下され、13日後の朝4時55分にリヨンで執行される。 |
| 1895 | 6          | 0        | |
| 1896 | 7          | 0        | |
| 1897 | 6          | 0        | |
| 1898 | 8          | 0        | この年の10月28日に、少なくとも20件の殺人・8件の殺人未遂・12件の不同意性交を起こした連続殺人犯ジョセフ・ヴァッチャーに死刑判決が下され、12月31日朝6時57分にブールで執行された。この執行の3日前に死刑執行人ルイ・アントワーヌ・スタニスラス・デイブレルは辞表を出しているが、すぐに辞めることが出来ず、この執行が最後となる。 |
| 1899 | 7          | 0        | この年の1月1日に、ルイ・アントワーヌ・スタニスラス・デイブレルは息子であり助手を務めていたアナトール・デイブレルに職を譲って引退。翌日にアナトール・デイブレルが、死刑執行人の職に就任する。 |
| 1900 | 3          | 0        | |
| 1901 | 3          | 0        | |
| 1902 | 0          | 0        | |
| 1903 | 3          | 0        | |
| 1904 | 0          | 0        | |
| 1905 | 5          | 0        | |
| 1906 | 0          | 0        | 2月10日に大統領になったアルマン・ファリエールにより、死刑判決を受けた全員に恩赦を与えた。7月5日に代議院予算委員会は、ギロチンの維持費と死刑執行人アナトール・デイブレルの給与を撤廃する議案を可決し、事実上死刑執行を不可能にした。また、アリスティード・ブリアン法相は、閣議に死刑廃止法案を提出しているが、国会での討議に付されるには1908年12月8日を待たねばならなかった。そのため、1906年～1908年の3年間は死刑執行の一時停止期間であった。 |
| 1907 | 0          | 0        | |
| 1908 | 0          | 0        | この年の12月8日に死刑制度の存置を巡る投票が行われ、賛成333票、反対は201票となり、死刑制度は存置することとなり、翌年死刑執行が再開される。 存置が過半数だった理由は、審議中だった前年の1月31日に11歳のマルテという少女がアルバート・ソレイヤンに不同意性交の上殺害される事件が起き、加害者に対して前年7月23日に死刑判決が下されたが、大統領が出した恩赦により終身刑に減刑されたことに対して、報道機関が強く非難したためである。 |

### 死刑執行再開～第2次世界大戦開戦
| 年   | 一般刑法犯 | 軍法会議（銃殺刑） | 軍法会議（ギロチン） | 備考 |
| ---- | ---------- | ------------------ | -------------------- | --- |
| 1909 | 13         | 0                  | 0                    | |
| 1910 | 8          | 0                  | 0                    | |
| 1911 | 8          | 2                  | 0                    | この年の1月12日にアジャクシオ・ピエール=マリー・カレルに対する強盗殺人に対して、アラン・マリー・ゲギュアンとマルセル・エドガル・ル・マレシャルが軍事法廷で、それぞれ3月14日と5月11日に死刑判決が下され、トゥーロンで8月9日朝5時に27年ぶりに、銃殺刑で執行された。20世紀で初めてフランスで銃殺刑により執行された。 |
| 1912 | 9          | 1                  | 2                    | |
| 1913 | 12         | 0                  | 0                    | |
| 1914 | 7          | 2                  | 0                    | この年の7月28日に第1次世界大戦が開始される。そのため、翌年から終戦までの軍事法廷による死刑執行が1年あたり5人以上生じた。 |
| 1915 | 2          | 14                 | 0                    | |
| 1916 | 2          | 12                 | 0                    | |
| 1917 | 6          | 6                  | 0                    | |
| 1918 | 11         | 7                  | 0                    | この年の11月11日に第1次世界大戦が終結する。 |
| 1919 | 6          | 4                  | 0                    | |
| 1920 | 12         | 3                  | 1                    | |
| 1921 | 22         | 0                  | 0                    | |
| 1922 | 20         | 0                  | 0                    | |
| 1923 | 12         | 0                  | 2                    | |
| 1924 | 6          | 0                  | 1                    | |
| 1925 | 9          | 0                  | 0                    | |
| 1926 | 6          | 0                  | 0                    | |
| 1927 | 7          | 0                  | 0                    | |
| 1928 | 14         | 0                  | 0                    | |
| 1929 | 5          | 0                  | 0                    | |
| 1930 | 15         | 0                  | 0                    | |
| 1931 | 7          | 1                  | 0                    | |
| 1932 | 7          | 0                  | 0                    | |
| 1933 | 11         | 0                  | 0                    | |
| 1934 | 8          | 0                  | 0                    | |
| 1935 | 4          | 0                  | 0                    | |
| 1936 | 11         | 1                  | 0                    | |
| 1937 | 5          | 0                  | 0                    | |
| 1938 | 7          | 0                  | 0                    | |
| 1939 | 6          | 0                  | 0                    | 独ソ不可侵条約と付属の秘密議定書に基づいて、この年の9月1日に始まったナチスドイツ軍によるものとと同年9月17日のソビエト連邦軍によるポーランド侵攻を発端に第2次世界大戦が開始される。 また、警察官2人に銃で重傷を負わせた罪で、前年の11月5日に死刑判決が下されたアルジェリア人アブデルカデル・サーダ・ラキダを1月24日朝6時25分にリヨンで執行され、この執行がアナトール・デイブレルによる最後の死刑執行である。その後、2月2日にアナトール・デイブレルは、死刑執行のために向かう途中に駅で倒れ、その8時間後に死亡した。 このため、予定されていた処刑は2日延期され、アナトールの第一助手だったジュール＝アンリ・デフルノーが急遽ムッシュ･ド･パリに就任し、強盗殺人の罪で前年11月17日に死刑判決が下されたモーリス・ジャン=マリー・ピロルジュを2月4日朝6時47分にレンヌで執行することとなった。 そして、5月2日朝4時50分に、強盗殺人（死者2人）でこの年の2月17日に死刑判決が下された当時17歳であったアンドレ・ヴィッテルがルーアンで執行され、18歳未満でフランス国内で執行された最後の人物と同時に、フランス人で最後に第三者に公開された状態で死刑執行された人物となる。 真珠ネックレスの値段を騙したことを理由にリボルバーで射殺をした罪で4月6日に死刑判決が下されたウクライナ出身ユダヤ人マックス・ブロッホが6月2日夜3時57分に執行され、パリで最後に公開状態で執行された人物となる。 4件の強盗殺人の罪で5月31日に死刑判決が下されたオイゲン・ヴァイトマンは、6月17日朝4時32分にベルサイユの聖ピエール刑務所のすぐ外で執行され、植民地を除いたフランス国内最後の死刑執行となった。 また、非公開となった理由は、 1.オイゲン・ヴァイトマンの執行の際、ギロチンの組み立て方が悪く、首かせも刃も不良品だったので、刑の執行が、とりわけ残酷な形で展開されたこと。 2.当時のマスメディアでギロチンの写真が取り上げられ、ニュース映画として映画館で公開されたこと。 3.執行人自体が緩慢で無気力であったこと 上記のこれらの理由により当時の政府は、この執行に問題があることを理由に臨時閣議を開き、6月25日付けの政令で死刑執行の公開を停止し、それ以降は処刑は非公開となった。なお、この時の執行は20秒ほどの白黒動画で隠し撮りされ、現在もインターネット上で公開されている。 |

### ナチス・ドイツによるフランス占領期～第2次世界大戦終戦
この表に記載の死刑執行数は、「LE SITE DE LA VEUVE GUILLOTINE」の「Palmarès des exécutions capitales : 1871-1977」の記載リストでフランス国内で一般刑法犯罪で執行された者及び軍事法廷、フランス国内の国家裁判所及び特別セクションで死刑宣告された者の死刑執行人数のみの数値である。実際は、この数より遥かに多くの人が、レジスタンスや共産主義者である等の理由で、銃殺刑により執行されており、「Les fusillés (1940-1944)」のサイトで確認することが出来る。同時に、エピュラシオンにより、裁判にの手続きをした上で執行されただけでなく、レジスタンスによる裁判なしで行われた即決処刑が、多数行われており、下表に掲載された数値より、遥かに多くの人間が、処刑されたことに留意する。
| 年   | 一般刑法犯 | 一般刑法犯（銃殺刑） | 軍法会議（銃殺刑） | 軍法会議（ギロチン） | 国家裁判所及び 特別セクション （ギロチン） | 備考 |
| ---- | ---------- | -------------------- | ------------------ | -------------------- | ------------------------------------------ | --- |
| 1940 | 9          | 0                    | 1                  | 3                    | 0                                          | ・ナチス・ドイツによるフランス占領 1940年の5月10日に、ナチス・ドイツ軍のフランス侵攻が開始される。そして、6月14日にはナチス・ドイツ軍がパリに無血入城する。そして、2日後にフランスのポール・レノー内閣は総辞職し、フランス第三共和政は、終焉した。後継のフィリップ・ペタン元帥はドイツへの休戦を申し入れ、6月22日、コンピエーニュの森において休戦条約が調印された（独仏休戦協定）。1944年のパリ解放まで、ナチス・ドイツによるフランス占領が行われる（フランス南部では、ヴィシー政権が統治を行っていた。） 一方、6月17日にイギリスのロンドンに亡命したシャルル・ド・ゴール将軍をトップとして、「自由フランス」という抵抗組織が結成された。 ・ナチス・ドイツによるフランス占領期の死刑執行 1.死刑執行数 ナチス・ドイツにより占領された1940年から連合軍によるパリ解放の1944年まで、フランスの特別セクション裁判所やナチス・ドイツの軍事法廷や裁判所により、レジスタンスや共産主義者などが執行されており、「Les fusillés (1940-1944)」のサイトで、高度な検索で「Fusillés après condamnation à mort」にチェックの上、銃殺された人数を確認した数であるが、3,676人がこの期間中に銃殺されている（内、3,169人が、ドイツ人の手で執行されている。）。また、ギロチンによる執行人数は151人であった（このギロチンの執行数に国家裁判所及び特別セクションが含まれる。但し、銃殺刑かギロチンによる執行方法が不明なWITZ Théodore, Émile（1944年9月22日執行、執行場所：ドイツのブルッフザール、執行時年齢22歳）は含まれていない。）。 これらの執行はフランス国内で行われただけでなく、ドイツで死刑執行が行われたケースも多数含まれている。更に、一般刑法犯でギロチンで執行された40人と、ナチス・ドイツのパリ無血入城前に軍事法廷で裁かれ、執行された4人も含まれていない。 2.54年ぶりに行われた20世紀初の女性の死刑執行 それぞれの不倫相手に教唆され、1937年8月31日に母親を1938年10月25日に夫を毒殺したエリザベス・ラムーリーに1940年4月26日に死刑判決が下され、1941年1月8日午前9時3分に、1887年以来行われなかった女性の執行が行われると同時に、20世紀でフランス国内で初めて死刑執行された女性となった。 3.中絶を行った女性への死刑執行 1942年2月15日に、ヴィシー政権により、中絶を「国家安全保障に対する犯罪」と宣言し、妊娠中の女性に中絶を行った人に死刑を科刑できるようにした。(妊婦自身には死刑は科されない)。そのため、1940年12月から1942年10月の間に27回の秘密裏の中絶を行ったとして、マリー=ルイーズ・ジローが1943年6月8日に死刑判決が下され、フィリップ・ペタン元帥に恩赦を拒否され、パリのラ・ロケット刑務所で同年7月30日朝5時25分に執行された。 この執行とは別に、3回の中絶行為を行ったとして、デジレ・ピオジェが1943年8月12日に死刑判決が下され、10月22日朝5時45分に執行されている。 ・パリ解放 1944年6月6日にノルマンディー上陸作戦が開始され、フランスに連合軍が上陸。8月25日にパリ解放が行われ、フランス共和国臨時政府がパリに移転した。ヴィシー政府は崩壊し、閣僚はドイツ本土に拉致された。この時点で完全ではないが、大部分のフランス国土が、臨時政府の統治地域となった。 1.パリ解放時のエピュラシオン エピュラシオンによる死亡者数については、Épuration à la Libération en France、Épuration légaleを参照。 この時期にエピュラシオン（公的な裁判によるヴィシー政権関係者及び対独協力者に対する粛清）が発生した。裁判で死刑判決が下された者は6,763人(欠席した3,910人含む)であり、その内、判決に立ち会った2,853人の内、死刑執行された者はピエール・ラヴァル含め767人であり、残りはド・ゴール将軍により恩赦を受け、死刑を免れている。免れたものの中には、高齢を理由に無期禁固刑に減刑されたフィリップ・ペタン元帥が含まれる。この裁判とは別に、約770人が軍事法廷で死刑執行が行われている。 他にも、裁判なしでレジスタンスによる即決処刑が行われており、この処刑を含めた場合、1945年までに推計約10,500人（1992年にヘンリー・ルッソが発表された「L'épuration en France : une histoire inachevée」によれば、10,822人）が、エピュラシオンにより亡くなっている。なお、「Les fusillés (1940-1944)」のサイトで、高度な検索で「Résistants exécutés sommairement」（「Suicidés ou morts sous la torture sans jugement」、<裁判を受けずに、拷問による死亡又は自殺>「Morts en action」<死への行動>除く）にチェックの上確認した数であるが、レジスタンスによる即決処刑は少なくとも8,536人であった。" ・その他 重罪院で裁かれ、初めて銃殺刑による執行 1943年7月13日に強盗殺人（死者数3人）を行ったエミール・マールとフローラン・マッソン・レオン、強盗殺人未遂を起こしたドプレットの3人が重罪院で死刑判決を受け、1944年6月16日朝5時12分にドゥエーのポルト・デスケルチンの射撃場で銃殺刑で執行され、重罪院により裁かれ銃殺刑で死刑執行された最初の人物らとなった。 ・ナチス・ドイツ降伏と第2次世界大戦終戦 1945年5月9日にナチス・ドイツは降伏し、フランス全土が、完全に臨時政府の統治地域となった。9月2日に第2次世界大戦が終結される（日本では昭和天皇が玉音放送で戦争終結を知らせた8月15日を終戦としているが、アメリカ・カナダ・フランスでは、東京湾上のアメリカ戦艦ミズーリ甲板上において降伏文書が調印された9月2日を終戦日としている。）。 |
| 1941 | 4          | 0                    | 0                  | 0                    | 6                                          | ・ナチス・ドイツによるフランス占領 1940年の5月10日に、ナチス・ドイツ軍のフランス侵攻が開始される。そして、6月14日にはナチス・ドイツ軍がパリに無血入城する。そして、2日後にフランスのポール・レノー内閣は総辞職し、フランス第三共和政は、終焉した。後継のフィリップ・ペタン元帥はドイツへの休戦を申し入れ、6月22日、コンピエーニュの森において休戦条約が調印された（独仏休戦協定）。1944年のパリ解放まで、ナチス・ドイツによるフランス占領が行われる（フランス南部では、ヴィシー政権が統治を行っていた。） 一方、6月17日にイギリスのロンドンに亡命したシャルル・ド・ゴール将軍をトップとして、「自由フランス」という抵抗組織が結成された。 ・ナチス・ドイツによるフランス占領期の死刑執行 1.死刑執行数 ナチス・ドイツにより占領された1940年から連合軍によるパリ解放の1944年まで、フランスの特別セクション裁判所やナチス・ドイツの軍事法廷や裁判所により、レジスタンスや共産主義者などが執行されており、「Les fusillés (1940-1944)」のサイトで、高度な検索で「Fusillés après condamnation à mort」にチェックの上、銃殺された人数を確認した数であるが、3,676人がこの期間中に銃殺されている（内、3,169人が、ドイツ人の手で執行されている。）。また、ギロチンによる執行人数は151人であった（このギロチンの執行数に国家裁判所及び特別セクションが含まれる。但し、銃殺刑かギロチンによる執行方法が不明なWITZ Théodore, Émile（1944年9月22日執行、執行場所：ドイツのブルッフザール、執行時年齢22歳）は含まれていない。）。 これらの執行はフランス国内で行われただけでなく、ドイツで死刑執行が行われたケースも多数含まれている。更に、一般刑法犯でギロチンで執行された40人と、ナチス・ドイツのパリ無血入城前に軍事法廷で裁かれ、執行された4人も含まれていない。 2.54年ぶりに行われた20世紀初の女性の死刑執行 それぞれの不倫相手に教唆され、1937年8月31日に母親を1938年10月25日に夫を毒殺したエリザベス・ラムーリーに1940年4月26日に死刑判決が下され、1941年1月8日午前9時3分に、1887年以来行われなかった女性の執行が行われると同時に、20世紀でフランス国内で初めて死刑執行された女性となった。 3.中絶を行った女性への死刑執行 1942年2月15日に、ヴィシー政権により、中絶を「国家安全保障に対する犯罪」と宣言し、妊娠中の女性に中絶を行った人に死刑を科刑できるようにした。(妊婦自身には死刑は科されない)。そのため、1940年12月から1942年10月の間に27回の秘密裏の中絶を行ったとして、マリー=ルイーズ・ジローが1943年6月8日に死刑判決が下され、フィリップ・ペタン元帥に恩赦を拒否され、パリのラ・ロケット刑務所で同年7月30日朝5時25分に執行された。 この執行とは別に、3回の中絶行為を行ったとして、デジレ・ピオジェが1943年8月12日に死刑判決が下され、10月22日朝5時45分に執行されている。 ・パリ解放 1944年6月6日にノルマンディー上陸作戦が開始され、フランスに連合軍が上陸。8月25日にパリ解放が行われ、フランス共和国臨時政府がパリに移転した。ヴィシー政府は崩壊し、閣僚はドイツ本土に拉致された。この時点で完全ではないが、大部分のフランス国土が、臨時政府の統治地域となった。 1.パリ解放時のエピュラシオン エピュラシオンによる死亡者数については、Épuration à la Libération en France、Épuration légaleを参照。 この時期にエピュラシオン（公的な裁判によるヴィシー政権関係者及び対独協力者に対する粛清）が発生した。裁判で死刑判決が下された者は6,763人(欠席した3,910人含む)であり、その内、判決に立ち会った2,853人の内、死刑執行された者はピエール・ラヴァル含め767人であり、残りはド・ゴール将軍により恩赦を受け、死刑を免れている。免れたものの中には、高齢を理由に無期禁固刑に減刑されたフィリップ・ペタン元帥が含まれる。この裁判とは別に、約770人が軍事法廷で死刑執行が行われている。 他にも、裁判なしでレジスタンスによる即決処刑が行われており、この処刑を含めた場合、1945年までに推計約10,500人（1992年にヘンリー・ルッソが発表された「L'épuration en France : une histoire inachevée」によれば、10,822人）が、エピュラシオンにより亡くなっている。なお、「Les fusillés (1940-1944)」のサイトで、高度な検索で「Résistants exécutés sommairement」（「Suicidés ou morts sous la torture sans jugement」、<裁判を受けずに、拷問による死亡又は自殺>「Morts en action」<死への行動>除く）にチェックの上確認した数であるが、レジスタンスによる即決処刑は少なくとも8,536人であった。" ・その他 重罪院で裁かれ、初めて銃殺刑による執行 1943年7月13日に強盗殺人（死者数3人）を行ったエミール・マールとフローラン・マッソン・レオン、強盗殺人未遂を起こしたドプレットの3人が重罪院で死刑判決を受け、1944年6月16日朝5時12分にドゥエーのポルト・デスケルチンの射撃場で銃殺刑で執行され、重罪院により裁かれ銃殺刑で死刑執行された最初の人物らとなった。 ・ナチス・ドイツ降伏と第2次世界大戦終戦 1945年5月9日にナチス・ドイツは降伏し、フランス全土が、完全に臨時政府の統治地域となった。9月2日に第2次世界大戦が終結される（日本では昭和天皇が玉音放送で戦争終結を知らせた8月15日を終戦としているが、アメリカ・カナダ・フランスでは、東京湾上のアメリカ戦艦ミズーリ甲板上において降伏文書が調印された9月2日を終戦日としている。）。 |
| 1942 | 12         | 0                    | 0                  | 0                    | 4                                          | ・ナチス・ドイツによるフランス占領 1940年の5月10日に、ナチス・ドイツ軍のフランス侵攻が開始される。そして、6月14日にはナチス・ドイツ軍がパリに無血入城する。そして、2日後にフランスのポール・レノー内閣は総辞職し、フランス第三共和政は、終焉した。後継のフィリップ・ペタン元帥はドイツへの休戦を申し入れ、6月22日、コンピエーニュの森において休戦条約が調印された（独仏休戦協定）。1944年のパリ解放まで、ナチス・ドイツによるフランス占領が行われる（フランス南部では、ヴィシー政権が統治を行っていた。） 一方、6月17日にイギリスのロンドンに亡命したシャルル・ド・ゴール将軍をトップとして、「自由フランス」という抵抗組織が結成された。 ・ナチス・ドイツによるフランス占領期の死刑執行 1.死刑執行数 ナチス・ドイツにより占領された1940年から連合軍によるパリ解放の1944年まで、フランスの特別セクション裁判所やナチス・ドイツの軍事法廷や裁判所により、レジスタンスや共産主義者などが執行されており、「Les fusillés (1940-1944)」のサイトで、高度な検索で「Fusillés après condamnation à mort」にチェックの上、銃殺された人数を確認した数であるが、3,676人がこの期間中に銃殺されている（内、3,169人が、ドイツ人の手で執行されている。）。また、ギロチンによる執行人数は151人であった（このギロチンの執行数に国家裁判所及び特別セクションが含まれる。但し、銃殺刑かギロチンによる執行方法が不明なWITZ Théodore, Émile（1944年9月22日執行、執行場所：ドイツのブルッフザール、執行時年齢22歳）は含まれていない。）。 これらの執行はフランス国内で行われただけでなく、ドイツで死刑執行が行われたケースも多数含まれている。更に、一般刑法犯でギロチンで執行された40人と、ナチス・ドイツのパリ無血入城前に軍事法廷で裁かれ、執行された4人も含まれていない。 2.54年ぶりに行われた20世紀初の女性の死刑執行 それぞれの不倫相手に教唆され、1937年8月31日に母親を1938年10月25日に夫を毒殺したエリザベス・ラムーリーに1940年4月26日に死刑判決が下され、1941年1月8日午前9時3分に、1887年以来行われなかった女性の執行が行われると同時に、20世紀でフランス国内で初めて死刑執行された女性となった。 3.中絶を行った女性への死刑執行 1942年2月15日に、ヴィシー政権により、中絶を「国家安全保障に対する犯罪」と宣言し、妊娠中の女性に中絶を行った人に死刑を科刑できるようにした。(妊婦自身には死刑は科されない)。そのため、1940年12月から1942年10月の間に27回の秘密裏の中絶を行ったとして、マリー=ルイーズ・ジローが1943年6月8日に死刑判決が下され、フィリップ・ペタン元帥に恩赦を拒否され、パリのラ・ロケット刑務所で同年7月30日朝5時25分に執行された。 この執行とは別に、3回の中絶行為を行ったとして、デジレ・ピオジェが1943年8月12日に死刑判決が下され、10月22日朝5時45分に執行されている。 ・パリ解放 1944年6月6日にノルマンディー上陸作戦が開始され、フランスに連合軍が上陸。8月25日にパリ解放が行われ、フランス共和国臨時政府がパリに移転した。ヴィシー政府は崩壊し、閣僚はドイツ本土に拉致された。この時点で完全ではないが、大部分のフランス国土が、臨時政府の統治地域となった。 1.パリ解放時のエピュラシオン エピュラシオンによる死亡者数については、Épuration à la Libération en France、Épuration légaleを参照。 この時期にエピュラシオン（公的な裁判によるヴィシー政権関係者及び対独協力者に対する粛清）が発生した。裁判で死刑判決が下された者は6,763人(欠席した3,910人含む)であり、その内、判決に立ち会った2,853人の内、死刑執行された者はピエール・ラヴァル含め767人であり、残りはド・ゴール将軍により恩赦を受け、死刑を免れている。免れたものの中には、高齢を理由に無期禁固刑に減刑されたフィリップ・ペタン元帥が含まれる。この裁判とは別に、約770人が軍事法廷で死刑執行が行われている。 他にも、裁判なしでレジスタンスによる即決処刑が行われており、この処刑を含めた場合、1945年までに推計約10,500人（1992年にヘンリー・ルッソが発表された「L'épuration en France : une histoire inachevée」によれば、10,822人）が、エピュラシオンにより亡くなっている。なお、「Les fusillés (1940-1944)」のサイトで、高度な検索で「Résistants exécutés sommairement」（「Suicidés ou morts sous la torture sans jugement」、<裁判を受けずに、拷問による死亡又は自殺>「Morts en action」<死への行動>除く）にチェックの上確認した数であるが、レジスタンスによる即決処刑は少なくとも8,536人であった。" ・その他 重罪院で裁かれ、初めて銃殺刑による執行 1943年7月13日に強盗殺人（死者数3人）を行ったエミール・マールとフローラン・マッソン・レオン、強盗殺人未遂を起こしたドプレットの3人が重罪院で死刑判決を受け、1944年6月16日朝5時12分にドゥエーのポルト・デスケルチンの射撃場で銃殺刑で執行され、重罪院により裁かれ銃殺刑で死刑執行された最初の人物らとなった。 ・ナチス・ドイツ降伏と第2次世界大戦終戦 1945年5月9日にナチス・ドイツは降伏し、フランス全土が、完全に臨時政府の統治地域となった。9月2日に第2次世界大戦が終結される（日本では昭和天皇が玉音放送で戦争終結を知らせた8月15日を終戦としているが、アメリカ・カナダ・フランスでは、東京湾上のアメリカ戦艦ミズーリ甲板上において降伏文書が調印された9月2日を終戦日としている。）。 |
| 1943 | 9          | 0                    | 0                  | 0                    | 12                                         | ・ナチス・ドイツによるフランス占領 1940年の5月10日に、ナチス・ドイツ軍のフランス侵攻が開始される。そして、6月14日にはナチス・ドイツ軍がパリに無血入城する。そして、2日後にフランスのポール・レノー内閣は総辞職し、フランス第三共和政は、終焉した。後継のフィリップ・ペタン元帥はドイツへの休戦を申し入れ、6月22日、コンピエーニュの森において休戦条約が調印された（独仏休戦協定）。1944年のパリ解放まで、ナチス・ドイツによるフランス占領が行われる（フランス南部では、ヴィシー政権が統治を行っていた。） 一方、6月17日にイギリスのロンドンに亡命したシャルル・ド・ゴール将軍をトップとして、「自由フランス」という抵抗組織が結成された。 ・ナチス・ドイツによるフランス占領期の死刑執行 1.死刑執行数 ナチス・ドイツにより占領された1940年から連合軍によるパリ解放の1944年まで、フランスの特別セクション裁判所やナチス・ドイツの軍事法廷や裁判所により、レジスタンスや共産主義者などが執行されており、「Les fusillés (1940-1944)」のサイトで、高度な検索で「Fusillés après condamnation à mort」にチェックの上、銃殺された人数を確認した数であるが、3,676人がこの期間中に銃殺されている（内、3,169人が、ドイツ人の手で執行されている。）。また、ギロチンによる執行人数は151人であった（このギロチンの執行数に国家裁判所及び特別セクションが含まれる。但し、銃殺刑かギロチンによる執行方法が不明なWITZ Théodore, Émile（1944年9月22日執行、執行場所：ドイツのブルッフザール、執行時年齢22歳）は含まれていない。）。 これらの執行はフランス国内で行われただけでなく、ドイツで死刑執行が行われたケースも多数含まれている。更に、一般刑法犯でギロチンで執行された40人と、ナチス・ドイツのパリ無血入城前に軍事法廷で裁かれ、執行された4人も含まれていない。 2.54年ぶりに行われた20世紀初の女性の死刑執行 それぞれの不倫相手に教唆され、1937年8月31日に母親を1938年10月25日に夫を毒殺したエリザベス・ラムーリーに1940年4月26日に死刑判決が下され、1941年1月8日午前9時3分に、1887年以来行われなかった女性の執行が行われると同時に、20世紀でフランス国内で初めて死刑執行された女性となった。 3.中絶を行った女性への死刑執行 1942年2月15日に、ヴィシー政権により、中絶を「国家安全保障に対する犯罪」と宣言し、妊娠中の女性に中絶を行った人に死刑を科刑できるようにした。(妊婦自身には死刑は科されない)。そのため、1940年12月から1942年10月の間に27回の秘密裏の中絶を行ったとして、マリー=ルイーズ・ジローが1943年6月8日に死刑判決が下され、フィリップ・ペタン元帥に恩赦を拒否され、パリのラ・ロケット刑務所で同年7月30日朝5時25分に執行された。 この執行とは別に、3回の中絶行為を行ったとして、デジレ・ピオジェが1943年8月12日に死刑判決が下され、10月22日朝5時45分に執行されている。 ・パリ解放 1944年6月6日にノルマンディー上陸作戦が開始され、フランスに連合軍が上陸。8月25日にパリ解放が行われ、フランス共和国臨時政府がパリに移転した。ヴィシー政府は崩壊し、閣僚はドイツ本土に拉致された。この時点で完全ではないが、大部分のフランス国土が、臨時政府の統治地域となった。 1.パリ解放時のエピュラシオン エピュラシオンによる死亡者数については、Épuration à la Libération en France、Épuration légaleを参照。 この時期にエピュラシオン（公的な裁判によるヴィシー政権関係者及び対独協力者に対する粛清）が発生した。裁判で死刑判決が下された者は6,763人(欠席した3,910人含む)であり、その内、判決に立ち会った2,853人の内、死刑執行された者はピエール・ラヴァル含め767人であり、残りはド・ゴール将軍により恩赦を受け、死刑を免れている。免れたものの中には、高齢を理由に無期禁固刑に減刑されたフィリップ・ペタン元帥が含まれる。この裁判とは別に、約770人が軍事法廷で死刑執行が行われている。 他にも、裁判なしでレジスタンスによる即決処刑が行われており、この処刑を含めた場合、1945年までに推計約10,500人（1992年にヘンリー・ルッソが発表された「L'épuration en France : une histoire inachevée」によれば、10,822人）が、エピュラシオンにより亡くなっている。なお、「Les fusillés (1940-1944)」のサイトで、高度な検索で「Résistants exécutés sommairement」（「Suicidés ou morts sous la torture sans jugement」、<裁判を受けずに、拷問による死亡又は自殺>「Morts en action」<死への行動>除く）にチェックの上確認した数であるが、レジスタンスによる即決処刑は少なくとも8,536人であった。" ・その他 重罪院で裁かれ、初めて銃殺刑による執行 1943年7月13日に強盗殺人（死者数3人）を行ったエミール・マールとフローラン・マッソン・レオン、強盗殺人未遂を起こしたドプレットの3人が重罪院で死刑判決を受け、1944年6月16日朝5時12分にドゥエーのポルト・デスケルチンの射撃場で銃殺刑で執行され、重罪院により裁かれ銃殺刑で死刑執行された最初の人物らとなった。 ・ナチス・ドイツ降伏と第2次世界大戦終戦 1945年5月9日にナチス・ドイツは降伏し、フランス全土が、完全に臨時政府の統治地域となった。9月2日に第2次世界大戦が終結される（日本では昭和天皇が玉音放送で戦争終結を知らせた8月15日を終戦としているが、アメリカ・カナダ・フランスでは、東京湾上のアメリカ戦艦ミズーリ甲板上において降伏文書が調印された9月2日を終戦日としている。）。 |
| 1944 | 6          | 8                    | 0                  | 0                    |                                            | ・ナチス・ドイツによるフランス占領 1940年の5月10日に、ナチス・ドイツ軍のフランス侵攻が開始される。そして、6月14日にはナチス・ドイツ軍がパリに無血入城する。そして、2日後にフランスのポール・レノー内閣は総辞職し、フランス第三共和政は、終焉した。後継のフィリップ・ペタン元帥はドイツへの休戦を申し入れ、6月22日、コンピエーニュの森において休戦条約が調印された（独仏休戦協定）。1944年のパリ解放まで、ナチス・ドイツによるフランス占領が行われる（フランス南部では、ヴィシー政権が統治を行っていた。） 一方、6月17日にイギリスのロンドンに亡命したシャルル・ド・ゴール将軍をトップとして、「自由フランス」という抵抗組織が結成された。 ・ナチス・ドイツによるフランス占領期の死刑執行 1.死刑執行数 ナチス・ドイツにより占領された1940年から連合軍によるパリ解放の1944年まで、フランスの特別セクション裁判所やナチス・ドイツの軍事法廷や裁判所により、レジスタンスや共産主義者などが執行されており、「Les fusillés (1940-1944)」のサイトで、高度な検索で「Fusillés après condamnation à mort」にチェックの上、銃殺された人数を確認した数であるが、3,676人がこの期間中に銃殺されている（内、3,169人が、ドイツ人の手で執行されている。）。また、ギロチンによる執行人数は151人であった（このギロチンの執行数に国家裁判所及び特別セクションが含まれる。但し、銃殺刑かギロチンによる執行方法が不明なWITZ Théodore, Émile（1944年9月22日執行、執行場所：ドイツのブルッフザール、執行時年齢22歳）は含まれていない。）。 これらの執行はフランス国内で行われただけでなく、ドイツで死刑執行が行われたケースも多数含まれている。更に、一般刑法犯でギロチンで執行された40人と、ナチス・ドイツのパリ無血入城前に軍事法廷で裁かれ、執行された4人も含まれていない。 2.54年ぶりに行われた20世紀初の女性の死刑執行 それぞれの不倫相手に教唆され、1937年8月31日に母親を1938年10月25日に夫を毒殺したエリザベス・ラムーリーに1940年4月26日に死刑判決が下され、1941年1月8日午前9時3分に、1887年以来行われなかった女性の執行が行われると同時に、20世紀でフランス国内で初めて死刑執行された女性となった。 3.中絶を行った女性への死刑執行 1942年2月15日に、ヴィシー政権により、中絶を「国家安全保障に対する犯罪」と宣言し、妊娠中の女性に中絶を行った人に死刑を科刑できるようにした。(妊婦自身には死刑は科されない)。そのため、1940年12月から1942年10月の間に27回の秘密裏の中絶を行ったとして、マリー=ルイーズ・ジローが1943年6月8日に死刑判決が下され、フィリップ・ペタン元帥に恩赦を拒否され、パリのラ・ロケット刑務所で同年7月30日朝5時25分に執行された。 この執行とは別に、3回の中絶行為を行ったとして、デジレ・ピオジェが1943年8月12日に死刑判決が下され、10月22日朝5時45分に執行されている。 ・パリ解放 1944年6月6日にノルマンディー上陸作戦が開始され、フランスに連合軍が上陸。8月25日にパリ解放が行われ、フランス共和国臨時政府がパリに移転した。ヴィシー政府は崩壊し、閣僚はドイツ本土に拉致された。この時点で完全ではないが、大部分のフランス国土が、臨時政府の統治地域となった。 1.パリ解放時のエピュラシオン エピュラシオンによる死亡者数については、Épuration à la Libération en France、Épuration légaleを参照。 この時期にエピュラシオン（公的な裁判によるヴィシー政権関係者及び対独協力者に対する粛清）が発生した。裁判で死刑判決が下された者は6,763人(欠席した3,910人含む)であり、その内、判決に立ち会った2,853人の内、死刑執行された者はピエール・ラヴァル含め767人であり、残りはド・ゴール将軍により恩赦を受け、死刑を免れている。免れたものの中には、高齢を理由に無期禁固刑に減刑されたフィリップ・ペタン元帥が含まれる。この裁判とは別に、約770人が軍事法廷で死刑執行が行われている。 他にも、裁判なしでレジスタンスによる即決処刑が行われており、この処刑を含めた場合、1945年までに推計約10,500人（1992年にヘンリー・ルッソが発表された「L'épuration en France : une histoire inachevée」によれば、10,822人）が、エピュラシオンにより亡くなっている。なお、「Les fusillés (1940-1944)」のサイトで、高度な検索で「Résistants exécutés sommairement」（「Suicidés ou morts sous la torture sans jugement」、<裁判を受けずに、拷問による死亡又は自殺>「Morts en action」<死への行動>除く）にチェックの上確認した数であるが、レジスタンスによる即決処刑は少なくとも8,536人であった。" ・その他 重罪院で裁かれ、初めて銃殺刑による執行 1943年7月13日に強盗殺人（死者数3人）を行ったエミール・マールとフローラン・マッソン・レオン、強盗殺人未遂を起こしたドプレットの3人が重罪院で死刑判決を受け、1944年6月16日朝5時12分にドゥエーのポルト・デスケルチンの射撃場で銃殺刑で執行され、重罪院により裁かれ銃殺刑で死刑執行された最初の人物らとなった。 ・ナチス・ドイツ降伏と第2次世界大戦終戦 1945年5月9日にナチス・ドイツは降伏し、フランス全土が、完全に臨時政府の統治地域となった。9月2日に第2次世界大戦が終結される（日本では昭和天皇が玉音放送で戦争終結を知らせた8月15日を終戦としているが、アメリカ・カナダ・フランスでは、東京湾上のアメリカ戦艦ミズーリ甲板上において降伏文書が調印された9月2日を終戦日としている。）。 |
| 1945 | 0          | 14                   | 0                  | 0                    | 0                                          | ・ナチス・ドイツによるフランス占領 1940年の5月10日に、ナチス・ドイツ軍のフランス侵攻が開始される。そして、6月14日にはナチス・ドイツ軍がパリに無血入城する。そして、2日後にフランスのポール・レノー内閣は総辞職し、フランス第三共和政は、終焉した。後継のフィリップ・ペタン元帥はドイツへの休戦を申し入れ、6月22日、コンピエーニュの森において休戦条約が調印された（独仏休戦協定）。1944年のパリ解放まで、ナチス・ドイツによるフランス占領が行われる（フランス南部では、ヴィシー政権が統治を行っていた。） 一方、6月17日にイギリスのロンドンに亡命したシャルル・ド・ゴール将軍をトップとして、「自由フランス」という抵抗組織が結成された。 ・ナチス・ドイツによるフランス占領期の死刑執行 1.死刑執行数 ナチス・ドイツにより占領された1940年から連合軍によるパリ解放の1944年まで、フランスの特別セクション裁判所やナチス・ドイツの軍事法廷や裁判所により、レジスタンスや共産主義者などが執行されており、「Les fusillés (1940-1944)」のサイトで、高度な検索で「Fusillés après condamnation à mort」にチェックの上、銃殺された人数を確認した数であるが、3,676人がこの期間中に銃殺されている（内、3,169人が、ドイツ人の手で執行されている。）。また、ギロチンによる執行人数は151人であった（このギロチンの執行数に国家裁判所及び特別セクションが含まれる。但し、銃殺刑かギロチンによる執行方法が不明なWITZ Théodore, Émile（1944年9月22日執行、執行場所：ドイツのブルッフザール、執行時年齢22歳）は含まれていない。）。 これらの執行はフランス国内で行われただけでなく、ドイツで死刑執行が行われたケースも多数含まれている。更に、一般刑法犯でギロチンで執行された40人と、ナチス・ドイツのパリ無血入城前に軍事法廷で裁かれ、執行された4人も含まれていない。 2.54年ぶりに行われた20世紀初の女性の死刑執行 それぞれの不倫相手に教唆され、1937年8月31日に母親を1938年10月25日に夫を毒殺したエリザベス・ラムーリーに1940年4月26日に死刑判決が下され、1941年1月8日午前9時3分に、1887年以来行われなかった女性の執行が行われると同時に、20世紀でフランス国内で初めて死刑執行された女性となった。 3.中絶を行った女性への死刑執行 1942年2月15日に、ヴィシー政権により、中絶を「国家安全保障に対する犯罪」と宣言し、妊娠中の女性に中絶を行った人に死刑を科刑できるようにした。(妊婦自身には死刑は科されない)。そのため、1940年12月から1942年10月の間に27回の秘密裏の中絶を行ったとして、マリー=ルイーズ・ジローが1943年6月8日に死刑判決が下され、フィリップ・ペタン元帥に恩赦を拒否され、パリのラ・ロケット刑務所で同年7月30日朝5時25分に執行された。 この執行とは別に、3回の中絶行為を行ったとして、デジレ・ピオジェが1943年8月12日に死刑判決が下され、10月22日朝5時45分に執行されている。 ・パリ解放 1944年6月6日にノルマンディー上陸作戦が開始され、フランスに連合軍が上陸。8月25日にパリ解放が行われ、フランス共和国臨時政府がパリに移転した。ヴィシー政府は崩壊し、閣僚はドイツ本土に拉致された。この時点で完全ではないが、大部分のフランス国土が、臨時政府の統治地域となった。 1.パリ解放時のエピュラシオン エピュラシオンによる死亡者数については、Épuration à la Libération en France、Épuration légaleを参照。 この時期にエピュラシオン（公的な裁判によるヴィシー政権関係者及び対独協力者に対する粛清）が発生した。裁判で死刑判決が下された者は6,763人(欠席した3,910人含む)であり、その内、判決に立ち会った2,853人の内、死刑執行された者はピエール・ラヴァル含め767人であり、残りはド・ゴール将軍により恩赦を受け、死刑を免れている。免れたものの中には、高齢を理由に無期禁固刑に減刑されたフィリップ・ペタン元帥が含まれる。この裁判とは別に、約770人が軍事法廷で死刑執行が行われている。 他にも、裁判なしでレジスタンスによる即決処刑が行われており、この処刑を含めた場合、1945年までに推計約10,500人（1992年にヘンリー・ルッソが発表された「L'épuration en France : une histoire inachevée」によれば、10,822人）が、エピュラシオンにより亡くなっている。なお、「Les fusillés (1940-1944)」のサイトで、高度な検索で「Résistants exécutés sommairement」（「Suicidés ou morts sous la torture sans jugement」、<裁判を受けずに、拷問による死亡又は自殺>「Morts en action」<死への行動>除く）にチェックの上確認した数であるが、レジスタンスによる即決処刑は少なくとも8,536人であった。" ・その他 重罪院で裁かれ、初めて銃殺刑による執行 1943年7月13日に強盗殺人（死者数3人）を行ったエミール・マールとフローラン・マッソン・レオン、強盗殺人未遂を起こしたドプレットの3人が重罪院で死刑判決を受け、1944年6月16日朝5時12分にドゥエーのポルト・デスケルチンの射撃場で銃殺刑で執行され、重罪院により裁かれ銃殺刑で死刑執行された最初の人物らとなった。 ・ナチス・ドイツ降伏と第2次世界大戦終戦 1945年5月9日にナチス・ドイツは降伏し、フランス全土が、完全に臨時政府の統治地域となった。9月2日に第2次世界大戦が終結される（日本では昭和天皇が玉音放送で戦争終結を知らせた8月15日を終戦としているが、アメリカ・カナダ・フランスでは、東京湾上のアメリカ戦艦ミズーリ甲板上において降伏文書が調印された9月2日を終戦日としている。）。 |

### 第4共和政成立～死刑廃止（この時期は、第4共和政・第5共和政に当たる。）
| 年   | 一般刑法犯 | 一般刑法犯（銃殺刑） | 軍法会議（銃殺刑） | 軍法会議（ギロチン） | 備考 |
| ---- | ---------- | -------------------- | ------------------ | -------------------- | --- |
| 1946 | 3          | 18                   | 0                  | 0                    | 前年10月25日に臨時共和国政府の組織が改編され、ド・ゴールは改めて臨時政府主席に就任したが、政党から超然姿勢をとる将軍は政党間の対立や派閥政治を嫌気し、1946年1月20日に臨時政府主席を突如辞任し、社会党のフェリックス・グーアンが政府主席となった。この年の5月5日の国民投票で新憲法草案が否決されたため、6月2日に改めて制憲議会選挙 (fr:Élections législatives françaises de juin 1946) が行われ、人民共和運動が第１党となったため、6月24日にジョルジュ・ビドーが主席となった。10月13日に新憲法草案は国民投票によって承認され、第4共和政が誕生した。 |
| 1947 | 23         | 1                    | 0                  | 0                    | |
| 1948 | 43         | 0                    | 1                  | 0                    | この年の6月9日にジュヌヴィエーヴ・カラメがゲシュタポに協力した罪で、銃殺刑で執行され、フランス国内で銃殺刑で執行された最後の女性となった。また、この女性の死刑執行は含まれていない。 |
| 1949 | 20         | 0                    | 0                  | 0                    | 前年4月9日に貸主の女性を鉄棒で18回殴って殺害した罪で、元ヒトラーユーゲント団員のドイツ人ハーマン・バーデンが前年10月21日に死刑判決が下され、この年の3月23日朝6時15分にドゥアイで執行され、20歳未満で執行された最後の人物となった。 1947年12月10日に不倫相手と一緒に生活したいため、夫を斧で殺害したジャーメイン・ゴドフロワが、前年11月27日に死刑判決が下されたが当時大統領であったヴァンサン・オリオールに恩赦を拒否され、この年の4月21日朝5時50分にアンジェで執行され、フランス国内で最後に執行された女性となった。" |
| 1950 | 19         | 0                    | 0                  | 0                    | |
| 1951 | 19         | 0                    | 0                  | 0                    | ジュール＝アンリ・デフルノーがこの年の10月に死去する。また、ナチス・ドイツによるフランス占領期には、レジスタンスや共産主義をギロチンにより執行しているが、戦犯として裁かれていない。また、戦後は息子の自殺もあって、酒に溺れたといい、従兄弟でもあり助手のアンドレ・オブレヒトとの仲も険悪なものとなっていた。死後は、険悪の中であったアンドレ・オブレヒトが死刑執行人の職を引き継ぐことになり、11月13日に正式に死刑執行人に就任した。 |
| 1952 | 7          | 0                    | 0                  | 0                    | |
| 1953 | 2          | 0                    | 0                  | 0                    | |
| 1954 | 0          | 0                    | 0                  | 0                    | この年の10月10日に、フランスからのアルジェリア独立を目指す目的でいくつかの小さな集団組織が合併して「アルジェリア民族解放戦線」（通称FLN）が結成され、2週間後に軍事部門であるアルジェリア民族解放軍（ALN）を設立し武装闘争を本格化させ、11月1日に一斉蜂起し、アルジェリア戦争が開戦する。 また、戦後初めて死刑執行のない年であった。 |
| 1955 | 1          | 0                    | 0                  | 0                    | |
| 1956 | 2          | 0                    | 0                  | 0                    | |
| 1957 | 4          | 0                    | 0                  | 0                    | |
| 1958 | 3          | 0                    | 0                  | 1                    | アルジェリア戦争の泥沼化を背景に、ド・ゴールはアルジェリア独立を容認するとともにアルジェリア問題解決のための全権委任と憲法改正を国民投票にかけ、圧倒的な賛成により、第4共和政は終焉し、「第5共和政」がこの年の10月5日に発足した。ド・ゴールは翌年1月8日に大統領に就任する。 FLNのメンバーであるアブダラ・ベン・ブゲレア・ベリルが、前年8月25日にライバル派閥の一員であるベルホウアドという男をパリのグートドール通りのカフェで射殺した罪で軍事法廷でこの年の6月12日に死刑判決が下され、9月27日朝5時半にギロチンで執行される。" |
| 1959 | 1          | 0                    | 0                  | 5                    | この年に、軍事法廷で裁かれギロチンにより死刑執行された者が5人おり、犯罪内容は、FLNメンバーによる誘拐殺人既遂・殺人既遂、FLN支持者への強盗殺人、ロアンヌ(ロワール)のエッサール収容所での殺人、殺人既遂である。 |
| 1960 | 2          | 0                    | 0                  | 17                   | この年は、FLN関係者の死刑執行が多かったことから、9年ぶりに2桁の執行となった。なお、死刑執行人のアンドレ・オブレヒトは、副業であった工場労働者としての休暇を執行のために使いきってしまい、法務省の役人に頼んで会社経営者を説得してもらったが、結局は会社を辞めてまで死刑を執行したという逸話がある。 |
| 1961 | 1          | 0                    | 0                  | 1                    | この年の1月にド・ゴール大統領がアルジェリア独立容認したことを背景に、フランスの一部の政治家とアルジェリアに駐留する軍人らは、フランコ政権下のスペインのマドリッドで極右民族主義地下武装組織「秘密軍事組織」（通称OAS）が結成される。その後、4月にOAS協力を得て、将軍達の反乱が発生している。 1958年9月8日にFLNの指揮官サラー・ビン・レイド・デヒルが、リヨンの警察署を襲撃し、アルマン・スドン准将を射殺した罪で軍事法廷で前年7月21日に軍事法廷で死刑判決が下され、この年の1月31日朝5時45分にリヨンで執行され、軍事法廷で裁かれギロチンで執行された最後の人物となった。 |
| 1962 | 0          | 0                    | 3                  | 0                    | OASのフランス軍、アルジェリア民族解放戦線、およびアルジェリア人市民に対するテロが激化する中、ド・ゴール大統領はアルジェリア民族解放戦線に和平交渉を呼びかけ、この年の3月18日にレマン湖畔・エヴィアン＝レ＝バンでエビアン協定を締結する。 翌月8日にフランスでアルジェリア独立を巡る国民投票が行われ、90.8%の賛成票で承認された。その後、7月1日にアルジェリアで独立を問う国民投票が行われ、賛成多数で独立が承認され、2日後にアルジェリア独立をド・ゴールが宣言した。その間にも、OASによるテロ行為が激化し、近代的インフラストラクチャーの破壊を行った。 前年の5月31日に当時アルジェの警察署長のロジャー・ガヴーリーを刺殺した罪で、アルバート・ダヴカーとクロード・ピエグツが軍事法廷でこの年の3月30日に死刑判決が下され、6月7日朝4時12分に銃殺刑によりマルリーで執行された。この事件とは別に、3月15日にアルジェリアの教育社会センターの6人の指導者を銃撃して殺害したとしてロジャー・デゲルドが軍事法廷で6月28日に死刑判決が下され、7月6日朝3時56分にイヴリー＝シュル＝セーヌで銃殺刑により執行される。" |
| 1963 | 0          | 0                    | 1                  | 0                    | ジャン・バスチャン=ティリーは前年8月22日、ド・ゴール大統領を暗殺しようとして、12人の共犯者と共に大統領車列を機銃掃射した罪で、軍事法廷で3月4日に死刑判決が下され、1週間後の朝6時40分に銃殺刑によりイヴリー＝シュル＝セーヌで執行され、フランス国内で最後に銃殺刑で執行された人物となった。 |
| 1964 | 4          | 0                    | 0                  | 0                    | |
| 1965 | 1          | 0                    | 0                  | 0                    | |
| 1966 | 1          | 0                    | 0                  | 0                    | |
| 1967 | 1          | 0                    | 0                  | 0                    | |
| 1968 | 0          | 0                    | 0                  | 0                    | 5月危機発生。この時、フランス軍の軍部がド・ゴールに協力する代償としてOASメンバーへの恩赦を主張し、受け入れられている。 |
| 1969 | 1          | 0                    | 0                  | 0                    | 元老院および地方行政制度の改革案が国民投票で否決されたことを背景にド・ゴールがこの年の4月28日に任期途中で大統領を辞任する。その後、6月20日にジョルジュ・ポンピドゥーが大統領となる。 |
| 1970 | 0          | 0                    | 0                  | 0                    | |
| 1971 | 0          | 0                    | 0                  | 0                    | |
| 1972 | 2          | 0                    | 0                  | 0                    | 前年9月21日、クレアヴォー刑務所でビュッフェとボンタンの受刑者が看護士ニコール・コントと看守ギー・ジラルドを人質に取る事件が発生する。警察の突撃の後、人質に取られた2人は、喉を切り裂かれた遺体で発見された。そして、この年の6月29日に死刑判決が下された。死刑判決が下された翌日に『ル・パリジャン・リベレ』は、「喉切り魔のビュッフェとボンタン極刑に」との見出しでこれを報道した。ビュッフェはこの判決に反対しなかったが、ボンタンは恩赦を要求した。しかし、当時の大統領のジョルジュ・ポンピドゥーは恩赦を拒み、ビュッフェとボンタンはこの年の11月29日朝5時13分と5時20分にサンテ刑務所で死刑執行された。また、ボンタンは人質を取った罪と殺人の共謀による罪で死刑執行されており、フランス国内で殺人罪以外で執行された最後の人物となった。 |
| 1973 | 1          | 0                    | 0                  | 0                    | |
| 1974 | 0          | 0                    | 0                  | 0                    | |
| 1975 | 0          | 0                    | 0                  | 0                    | |
| 1976 | 1          | 0                    | 0                  | 0                    | この年の9月30日にアンドレ・オブレヒトが、健康上の理由で死刑執行人を辞任した。そして、助手であり義理の甥であるマルセル・シュヴァリエが死刑執行人の職を引き継いだ。 |
| 1977 | 2          | 0                    | 0                  | 0                    | 1975年10月27日に、8才の少女を不同意性交しようとしたが未遂に終わり、犯罪発覚を恐れ溺死させたとして、ジェローム・カランがこの年の2月1日に死刑判決が確定し、6月23日朝4時30分にドゥエー刑務所で執行され、フランス人として最後に執行された人物となる。 1974年7月にエリザエベート・ブスケに対する「拷問の末の殺人」と強姦の罪で、チュニジア人のハミダ・ジャンドゥビが、この年の2月25日に死刑判決が下り、9月10日朝4時40分にマルセイユのボーメット刑務所で執行され、フランス国内で最後に執行された人物となった。なお、執行直前まで、もっとタバコを吸おうとして断られている。また、この執行は、前年に死刑執行人として引き継いだマルセル・シュヴァリの最後の執行となる。 |
| 1978 | 0          | 0                    | 0                  | 0                    | |
| 1979 | 0          | 0                    | 0                  | 0                    | |
| 1980 | 0          | 0                    | 0                  | 0                    | |
| 1981 | 0          | 0                    | 0                  | 0                    | この年に行われたフランス大統領選挙により、5月10日にフランソワ・ミッテランがに就任。また、選挙中に、ミッテランは死刑廃止を公約に掲げていた。 以後、死刑廃止までの経緯である。 5月25日:フランソワ・ミッテランは1979年12月7日に警察官3人を殺害した罪で前年10月28日に死刑判決が下されたフィリップ・モーリスを恩赦し、終身刑に減刑した。彼は2000年に仮釈放された。 8月26日:閣僚理事会が死刑廃止法案を承認。 9月17日:当時法務大臣であったロベール・バダンテールが法案を国民議会に提出した。翌日、363票対117票で可決された。 9月28日:オー＝ラン県の重罪院で、殺人未遂の罪で仕立て屋ジャン=ポール・マルクスに対して最後の死刑判決を言い渡した。フィリップの事件後、下級裁判所によって7件の死刑判決が下されたが、破毀院によって批准されることはなかった。 9月30日:元老院でいくつかの修正案が否決された。この法律は両院で正式に可決された。 10月9日:法律が公布され、残りのすべての刑が減刑され、翌日施行された。この廃止により、西ヨーロッパ諸国全ての国が死刑廃止国となる。"                                    |

ギロチン導入以降の執行数は、「LE SITE DE LA VEUVE GUILLOTINE」の「Palmarès des exécutions capitales」より、1793年・1794年を除き確認できた数である。そのため、フランスの死刑執行数が掲載された論文や雑誌、レポートと比べ、相違あることに留意する。